# Острів Сергеєва
О́стрів Серге́єва (рос. Остров Сергеева) — невеликий острів в затоці Петра Великого Японського моря. Знаходиться за 2,5 км на південний захід від острова Рікорда, 530 м на південний схід від сусіднього острова Кротова та за 410 м на північний захід від сусіднього острова Моїсеєва. Адміністративно належить до Первомайського району Владивостока Приморського краю Росії.

## Географія
Острів трикутної форми, береги скелясті та обмежені каменями. До сусідніх островів Кротова та Моїсеєва тягнуться рифи з глибинами 2,4-2,8 м: до острова Моїсеєва на схід довжиною 480 м, на захід до острова Кротова довжиною 560 м. Окрім того на північному краю острова є невелика піщана коса. Острів вкритий широколистим лісом та чагарниками.

## Історія
Острів названий на честь І. С. Сергеєва і вперше описаний 1883 року. Ретельно вивчений 1885 року штабс-капітаном А. А. Мальцевим.